# Портрет Богдана Борисовича Гельфрейха
«Портрет Богдана Борисовича Гельфрейха» — картина Джорджа Доу и его мастерской из Военной галереи Зимнего дворца.
Картина представляет собой погрудный портрет генерал-майора Богдана Борисовича Гельфрейха из состава Военной галереи Зимнего дворца.
С начала Отечественной войны 1812 года генерал-майор Гельфрейх был шефом Эстляндского пехотного полка, отличился в сражениях под Клястицами и Первом сражении под Полоцком. В Заграничном походе 1813 года командовал 14-й пехотной дивизией, отличился в сражении под Лютценом, в Битве народов был ранен и за отличие произведён в генерал-лейтенанты; в 1814 году в при взятии Парижа вновь был тяжело ранен.
Изображён в генеральском мундире, введённом для пехотных генералов 7 мая 1817 года. Слева на груди звезда ордена Св. Анны 1-й степени; на шее крест ордена Св. Георгия 3-го; по борту мундира кресты орденов австрийского Леопольда 2-й степени, прусского Красного орла 2-й степени и св. Владимира 2-й степени; справа на груди золотой крест «За взятие Базарджика», серебряная медаль «В память Отечественной войны 1812 года» на Андреевской ленте и звезда ордена Св. Владимира 2-й степени. Подпись на раме: Б. Б. Гельфрейхъ 1й, Генералъ Лейтенантъ.
7 августа 1820 года Комитетом Главного штаба по аттестации Гельфрейх был включён в список «генералов, заслуживающих быть написанными в галерею» и 4 сентября 1821 года император Александр I приказал написать его портрет. Гонорар Доу был выплачен 25 апреля и 27 ноября 1823 года. Готовый портрет был принят в Эрмитаж 7 сентября 1825 года.
В. К. Макаров счёл этот портрет совершенно лишённым сходства с типичными работами Доу. Хранитель британской живописи в Эрмитаже Е. П. Ренне поддержала его мнение.

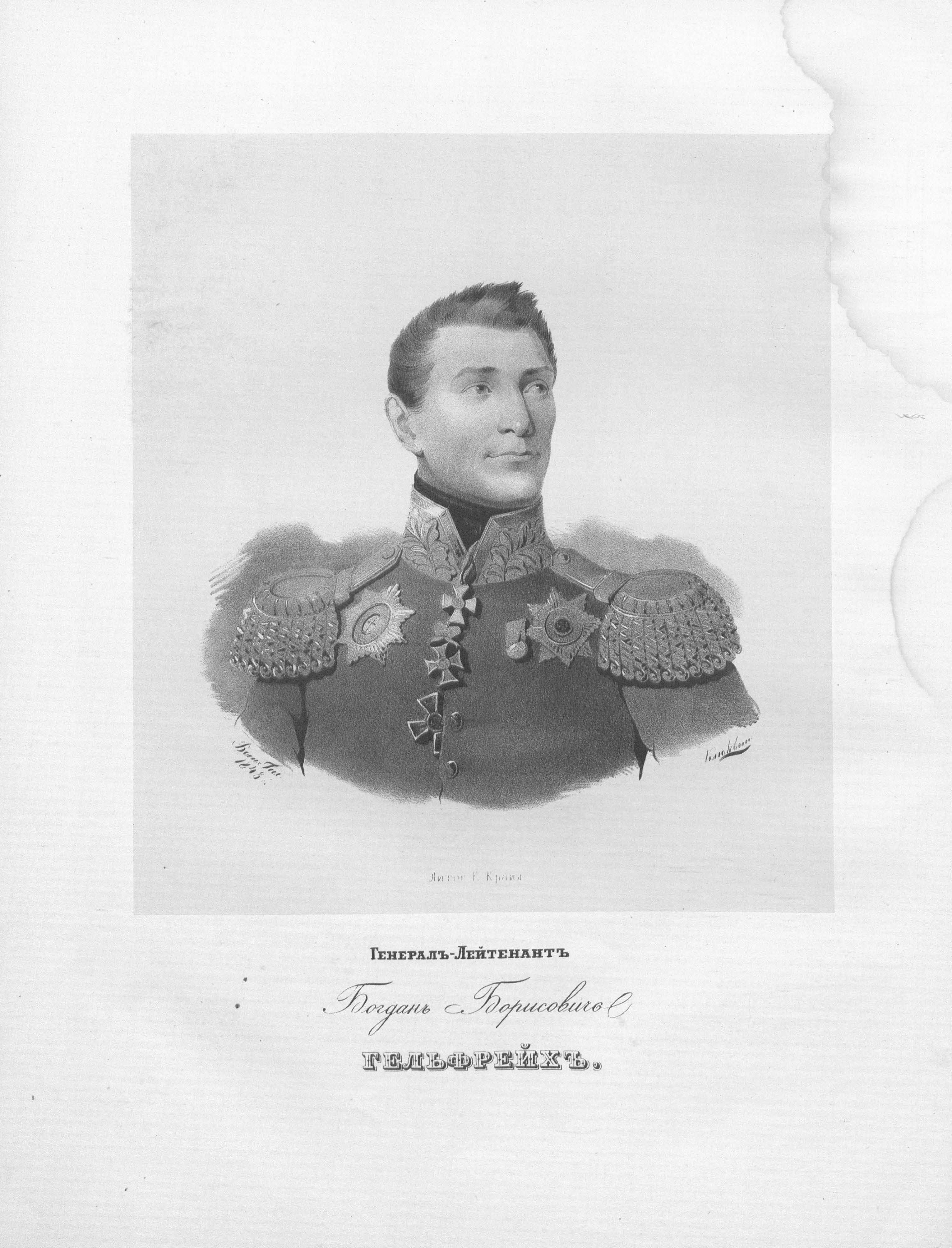
Литография мастерской К. Края по рисунку И. А. Клюквина

В 1848 году в мастерской К. Края по рисунку И. А. Клюквина с портрета была сделана датированная литография, опубликованная в книге «Император Александр I и его сподвижники» и впоследствии неоднократно репродуцированная. В части тиража была опубликована другая литография, отличающаяся незначительными деталями. На обеих литографиях у Гельфрейха отсутствуют крест ордена Красного орла и золотой крест за Базарджик. Возможно, литографы основывались на другом варианте портрета Гельфрейха работы Доу, ныне неизвестном.